# Ojibway Provincial Park
Ojibway Provincial Park är en park i Kanada.   Den ligger i provinsen Ontario, i den sydöstra delen av landet, 1 300 km väster om huvudstaden Ottawa. Ojibway Provincial Park ligger 373 meter över havet.
Terrängen runt Ojibway Provincial Park är platt. Trakten runt Ojibway Provincial Park är nära nog obefolkad, med mindre än två invånare per kvadratkilometer.. Det finns inga samhällen i närheten. 
I omgivningarna runt Ojibway Provincial Park växer i huvudsak blandskog.